# 西山焦枣
西山焦枣，又名冬瓜枣、牛蜂枣，是鼠李科枣属的优良品种，为安徽省池州市之特产，亦是中国国家地理标志产品之一。

## 概述
早在宋仁宗天圣年间，贵池生产的枣子即被列为贡品。特别是在贵池区棠溪镇西山行政村、东山行政村。当地生产两个品种的枣子，一种叫冬瓜枣，一种叫牛蜂枣。当地栽培面积达550公顷，采摘期为每年在9月下旬至10月上旬。其果形为细长型，色泽鲜红，果大形美，果实味甜，水份较少，口感软糯香甜。西山焦枣内含维生素C等多种营养成分，有开胃消食、清肠胃等功效。2015年8月，西山焦枣被批准成为中国国家地理标志产品。

## 销售现状
西山焦枣的年产量已达到20万吨，并畅销安徽省内外。